# Les Aventures du roi Pausole
Les Aventures du roi Pausole (Les aventures del rei Pausole) és una opereta en tres actes amb música d'Arthur Honegger i amb llibret en francès d'Albert Willemetz, basada en la novel·la de 1901 de Pierre Louÿs. Va ser la tercera obra operística de Honegger, però va ser la primera d'estil lleuger, composta entre el maig i el novembre de 1930 i dedicada a Fernand Ochsé. Si s'exclou el diàleg, la música té una durada d'uns 75 minuts, amb la qual cosa és més llarga que la majoria de les seves òperes serioses. Si bé mostra la influència de Mozart, Chabrier i Messager, conté una bona mostra de color orquestral amb algunes pinzellades del jazz de la dècada de 1930.

## Representacions
Les Aventures du roi Pausole es va estrenar al Théâtre des Bouffes-Parisiens el 12 de desembre de 1930 i va estar en cartell gairebé 500 funcions.